# ساموئل پطروسیان (مجسمه‌ساز)
ساموئل گارگینی پطروسیان (ارمنی: Սամվել Գարեգինի Պետրոսյան؛ زاده ۱۲ اکتبر ۱۹۵۱) مجسمه‌ساز اهل ارمنستان است.

## زندگی‌نامه
وی در ۱۲ اکتبر ۱۹۵۱ در لنیناکان در به دنیا آمد و از انستیتو دولتی هنری و نمایشی ایروان (۱۹۷۶) فارغ‌التحصیل گشت.  وی عضو اتحادیه نقاشان ارمنستان () می‌باشد. وی همچنین برنده جوایزی همچون نقاش شایسته جمهوری ارمنستان (۲۰۱۴) شد.

## آثار
- مجسمه شارل آزناوور[الف]
- بنای یادبود سوقومون تهلیریان[ب]
- بنای یادبود واهان شیراز[پ]

## یادداشت
1. ↑  Շառլ Ազնավուրի արձան
2. ↑  Սողոմոն Թեհլերյանի հուշարձան
3. ↑  Վահան Չերազի հուշարձան